# Эшдаун, Пэдди
Джереми Джон Дарэм Эшдаун, барон Эшдаун Нортон-суб-Хэмдон, более известный как Пэдди Эшдаун (англ. Jeremy John Durham Ashdown, Baron Ashdown of Norton-sub-Hamdon, Paddy Ashdown; 27 февраля 1941, Нью-Дели, Британская Индия — 22 декабря 2018) — британский политик, лидер Либеральных демократов в 1988—1999 годах, дипломат.

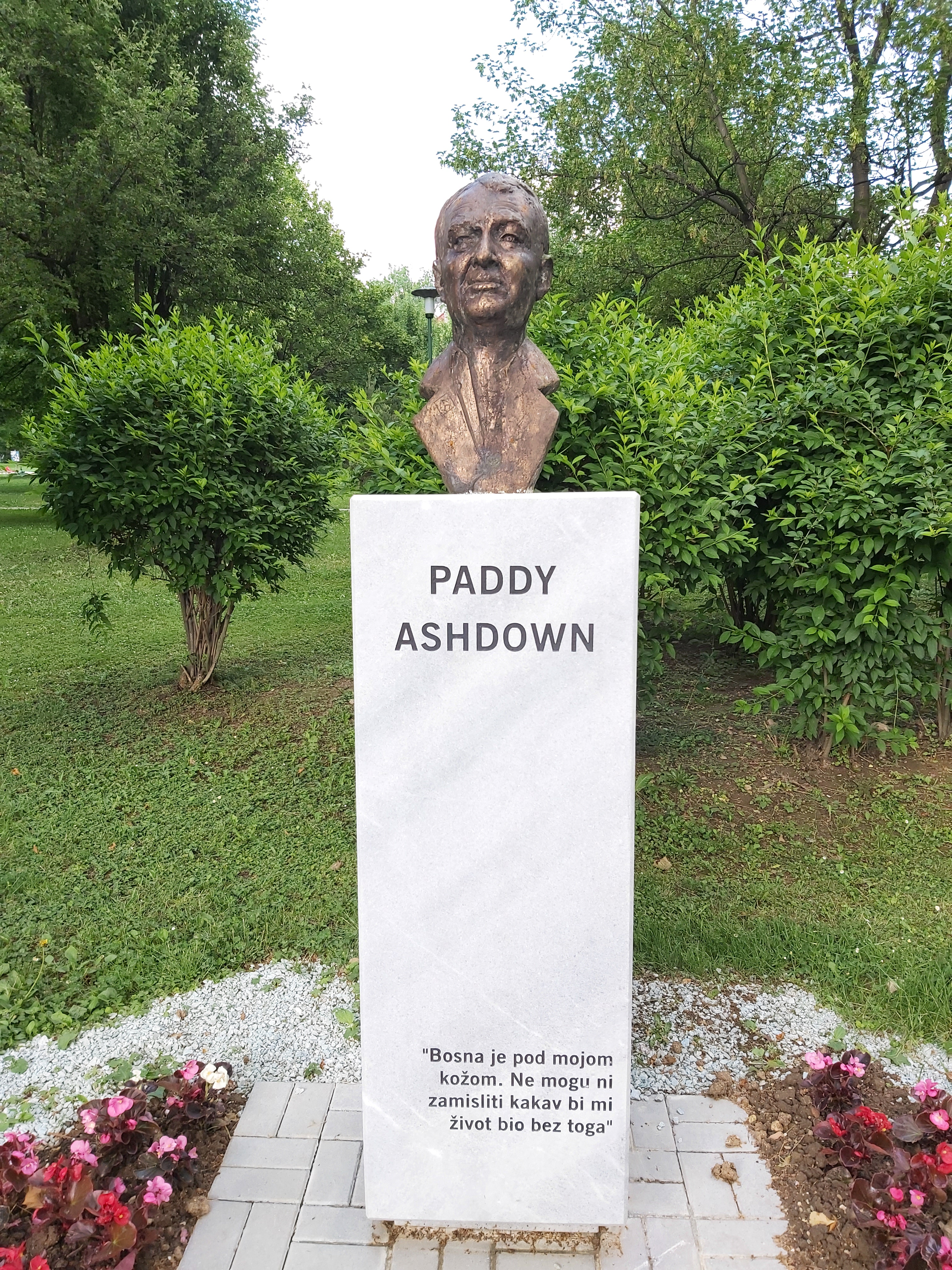
Эшдаун, Сараево

## Биография
Родился в Нью-Дели. Его отец был офицером, служившим в британской армии в Индии; мать работала военной медсестрой. В 1945 году семья переехала в Северную Ирландию, на ферму возле Донахади. В 1959 году поступил на службу в Королевскую морскую пехоту. Участвовал в индонезийско-малайзийском конфликте 1963—1966. Некоторое время служил в Особой лодочной службе (SBS). Вышел в отставку в 1972 году, после чего некоторое время работал в министерстве иностранных дел представителем при органах ООН в Женеве. В 1975 году вступил в Либеральную партию. До этого времени он поддерживал Лейбористскую партию. На выборах 1983 года был избран в Палату общин.
Был представителем союза либералов и социал-демократов по вопросам торговли и промышленности, а затем по образованию. После слияния партий 16 июля 1988 года был избран лидером новой партии Либеральных демократов. В 1989 году был введён в состав Тайного совета. Под руководством Эшдауна партия собрала почти 6 миллионов голосов и 22 депутатских места на выборах 1992 года и 46 мест на выборах 1997 года. В 1999 году, однако, Эшдаун ушёл в отставку. Новым лидером партии стал Чарльз Кеннеди. На выборах 2001 года не стал переизбираться в Палату общин.
В 1990-е годы неоднократно посещал Боснию и Герцеговину. Президент Хорватии Ф. Туджман в мае 1995 года подарил Эшдауну схему раздела Боснии, пояснив, что этот план согласован со С. Милошевичем. Эту схему Эшдаун в августе того же года во время ликвидации хорватскими силами самопровозглашённой Республики Сербская Краина опубликовал.
27 мая 2002 года Эшдаун был назначен Верховным представителем по Боснии и Герцеговине. На этом посту активно пользовался своими огромными правами, в том числе для решения кадровых вопросов. 1 июля 2004 года Эшдаун провел массовую чистку — сняв со своих постов сразу 85 чиновников и партийных функционеров Сербской демократической партии (в том числе председателя парламента Республики Сербской — Народной Скупщины).
Он также давал показания против Слободана Милошевича Гаагскому трибуналу. Был одним из представителей партии в Палате лордов.
Эшдаун — полиглот, бегло разговаривавший на нескольких языках, в том числе на китайском.
Почётный член оксфордского Мэнсфилд-колледжа.